# Macaranga misimae
Macaranga misimae är en törelväxtart som beskrevs av Airy Shaw. Macaranga misimae ingår i släktet Macaranga och familjen törelväxter. Inga underarter finns listade i Catalogue of Life.